# 小行星7778
小行星7778（英語：7778 Markrobinson）是一颗围绕太阳公转的小行星。1993年4月17日，卡罗琳·舒梅克、尤金·舒梅克在帕洛马山发现了此天体。
这颗小行星的绝对星等为97.30212等。